# Венсан Макень
Венса́н Маке́нь (фр. Vincent Macaigne; нар. 19 жовтня 1976, Париж, Франція) — французький актор, театральний і кінорежисер, сценарист та драматург.

## Біографія
Венсан Макень народився 19 жовтня 1978 року в Парижі в сім'ї відомого французького бізнесмена і художника іранського походження. У нього є старший брат, який працює судмедекспертом. У 1999 році Вінсент почав відвідувати курси в Національній консерваторії драматичного мистецтва в Парижі, які закінчив у 2002-му. У 2004 році поставив свою першу п'єсу. Протягом 2000-х років Макен виступав як актор у декількох театральних постановках, а також написав і поставив кілька п'єс. Прославився після роботи у виставі «Ідіот», поставленій у 2009 році за мотивами «Ідіота» Федора Достоєвського.
У 2012 році як режисер зняв короткометражний фільм «Що залишиться від нас» (фр. Ce qu'il restera de nous) який було номіновано на кінопремію «Сезар» у категорії за «Найкращий короткометражний фільм». Стрічка отримала «Гран-прі» Міжнародного кінофестивалю короткометражних фільмів у Клермон-Феррані.
За фільм «Дівчина 14 липня» Венсана Макеня номіновано на премію «Сезар» як «найперспективнішого молодого актора». У 2014 році Макень знявся одночасно у фільмах «Клуб „Смуток“» і «Едем». У 2015 зіграв головну чоловічу роль у фільмі Луї Гарреля «Друзі», за що був номінований як найкращий актор на кінопремію «Люм'єр» 2016 року.
Перший повнометражний художній фільм «Дон Жуан» Венсан Макень поставив у 2015 році, адаптувавши однойменну п'єсу Мольєра. Стрічку було презентовано в секції кінорежисерів на Міжнародному кінофестивалі в Локарно 2015 року.
У липні 2013 року Венсан Макень був нагороджений французьким кавалерським Орденом Мистецтв та літератури.

## Фільмографія (вибіркова)
| Рік  |    | Українська назва             | Оригінальна назва                | Роль             |
| ---- | -- | ---------------------------- | -------------------------------- | ---------------- |
| 1998 | тф | Жанна і Вовк                 | Jeanne et le loup                | Сиріл            |
| 2001 | ф  | Репетиція                    | La répétition                    | Анрі             |
| 2002 | ф  | Ніжна чоловіча любов         | Le doux amour des hommes         | офіціант         |
| 2004 | ф  | Коли я отримую зірку         | Quand je serai star              | актор            |
| 2007 | ф  | 24 міри                      | 24 mesures                       | інтерн           |
| 2008 | ф  | На війні                     | De la guerre                     |                  |
| 2009 | кф | Поломка                      | Le naufragé                      | Сільван          |
| 2011 | ф  | Світ без жінок               | Un monde sans femmes             | Сільван          |
| 2011 | ф  | Ріки                         | Rives                            | Unhappy Customer |
| 2011 | кф | Правило трьох                | La règle de trois                | Вінсент          |
| 2011 | тф | Гольдман                     | Goldman                          | Віктор           |
| 2011 | ф  | Те літо пристрасті           | Un été brûlant                   | Ахілл            |
| 2011 | кф | Я твій чоловік               | I'm Your Man                     | Бруно            |
| 2013 | кф | Кінгстон авеню               | Kingston Avenue                  | Вінсент          |
| 2013 | кф | Ящірки                       | Les lézards                      | Леон             |
| 2013 | ф  | 2 осені, 3 зими              | 2 automnes 3 hivers              | Арман            |
| 2013 | ф  | Вік паніки                   | La bataille de Solférino         | Вінсент          |
| 2013 | ф  | Дівчина 14 липня             | La fille du 14 juillet           | Патор            |
| 2013 | ф  | Грім                         | Tonnerre                         | Максим           |
| 2014 | ф  | Клуб «Смуток»                | Tristesse Club                   | Бруно Камус      |
| 2014 | ф  | Едем                         | Eden                             | Арно             |
| 2015 | ф  | Американська історія         | Une histoire américaine          | Вінсент          |
| 2015 | ф  | Друзі                        | Les deux amis                    | Вінсент          |
| 2015 | кф | Недільний обід               | Le repas dominical               | Жан, озвучування |
| 2016 | ф  | Невинні                      | Les innocentes                   | Самуель          |
| 2016 | ф  | Новини з планети Марс        | Des nouvelles de la planète Mars | Жером            |
| 2017 | ф  | 1+1=Весілля                  | Le sens de la fête               | Жульєн           |
| 2017 | ф  | Марвін, або Чудове виховання | Marvin ou la Belle Éducation     | Абель Пінто      |

## Визнання
| Рік                                                                  | Категорія/Нагорода                         | Фільм                 | Результат | Результат |
| -------------------------------------------------------------------- | ------------------------------------------ | --------------------- | --------- | --------- |
| Міжнародний кінофестиваль короткометражних фільмів у Клермон-Феррані |                                            |                       |           |           |
| 2012                                                                 | Гран-прі за найкращий фільм                | Що залишиться від нас | Перемога  | [ 7 ]     |
| 2012                                                                 | Премія преси                               | Що залишиться від нас | Перемога  |           |
| 2012                                                                 | Спеціальна згадка міжнародного журі        | Що залишиться від нас | Перемога  |           |
| Кінофестиваль у Мар-дель-Плата                                       |                                            |                       |           |           |
| 2013                                                                 | Найкращий актор                            | Вік паніки            | Перемога  |           |
| Бомбейський міжнародний кінофестиваль                                |                                            |                       |           |           |
| 2013                                                                 | Премія «Срібні ворота» найкращому акторові | Грім                  | Перемога  |           |
| Премія «Сезар»                                                       |                                            |                       |           |           |
| 2013                                                                 | Найкращий короткометражний фільм           | Що залишиться від нас | Номінація |           |
| 2014                                                                 | Найперспективніший актор                   | Дівчина 14 липня      | Номінація |           |
| 2018                                                                 | Найкращий актор другого плану              | 1+1=Весілля           | Номінація |           |
| Премія «Люм'єр»                                                      |                                            |                       |           |           |
| 2014                                                                 | Найкращий молодий актор                    | Дівчина 14 липня      | Номінація |           |
| 2016                                                                 | Найкращий актор                            | Друзі                 | Номінація |           |
| Золота зірка кіно                                                    |                                            |                       |           |           |
| 2014                                                                 | Найкращий молодий актор                    | Вік паніки            | Номінація |           |
| Міжнародний кінофестиваль у Локарно                                  |                                            |                       |           |           |
| 2015                                                                 | Золотий леопард                            | Дон Жуан              | Номінація |           |